# Ocotea jacquinii
Ocotea jacquinii är en lagerväxtart som beskrevs av Carl Christian Mez. Ocotea jacquinii ingår i släktet Ocotea och familjen lagerväxter. Inga underarter finns listade i Catalogue of Life.